# Спытигнев I
Спытигнев I (чеш. Spytihněv I.) — чешский князь в 894 — 915 гг.

## Правление
Спытигнев I стал князем спустя два года непосредственного руководства страной моравского правителя Святополка I после смерти Борживоя I, так как после смерти первого чешского князя Спытигнев оставался малолетним. Являлся вассалом Святополка I. В 895 году мадьяры вторглись в Моравию и разгромили это государство. После этого Спытигнев I объявляет Чешское княжество независимым. Всё его правление прошло в войнах против венгров в союзе с Баварией. Несмотря на постоянные набеги венгров и неспособность их остановить, Спытигневу I удалось отстоять независимость Чехии.
На мысе над рекой Влтава Спытигнев построил церковь Девы Марии и окружил её деревянным частоколом, а рядом построил княжеский дворец. Так были заложены основы Пражского Града, куда он переехал со своей свитой из Леви-Градца. Прага стала центром формировавшегося чешского государства.
Спытигнев, вероятно, также является основателем крепостей, которые стояли на границах исходного домена Пржемысловчей — Тетина, Либушина, Будеча, Мельника, Стара-Болеслава и Лштени. Из Пражского Града и этих крепостей Пржемысловичи стали управлять окрестностями и постепенно подчинили местных жителей.
Различные источники указывают дату смерти Спытигнева I в 905 и 915 году. В настоящее время учёные склоняются в пользу последней даты.
Спытигнев I вторым после своего отца Борживоя принял христианство.

## Семья
Имя жены князя неизвестно. По-видимому, она была похоронена в течение нескольких лет после смерти Спытигнева в его могиле на Пражском Граде под полом церкви Девы Марии. Об их возможном потомстве ничего не известно .

## Палеогенетика
Исследование ДНК Спытигнева I и Вратислава I показало, что у них были голубые глаза, а волосы были светлыми, красноватыми.